# E67
La ruta europea E67 és una carretera que forma part de la Xarxa de carreteres europees. Comença a Hèlsinki (Finlàndia) i finalitza a Praga (República Txeca). Té una longitud aproximada de 1673 km. Té una orientació de nord a sud. La carretera passa per Finlàndia, Estònia, Lituània, Polònia i República Txeca.

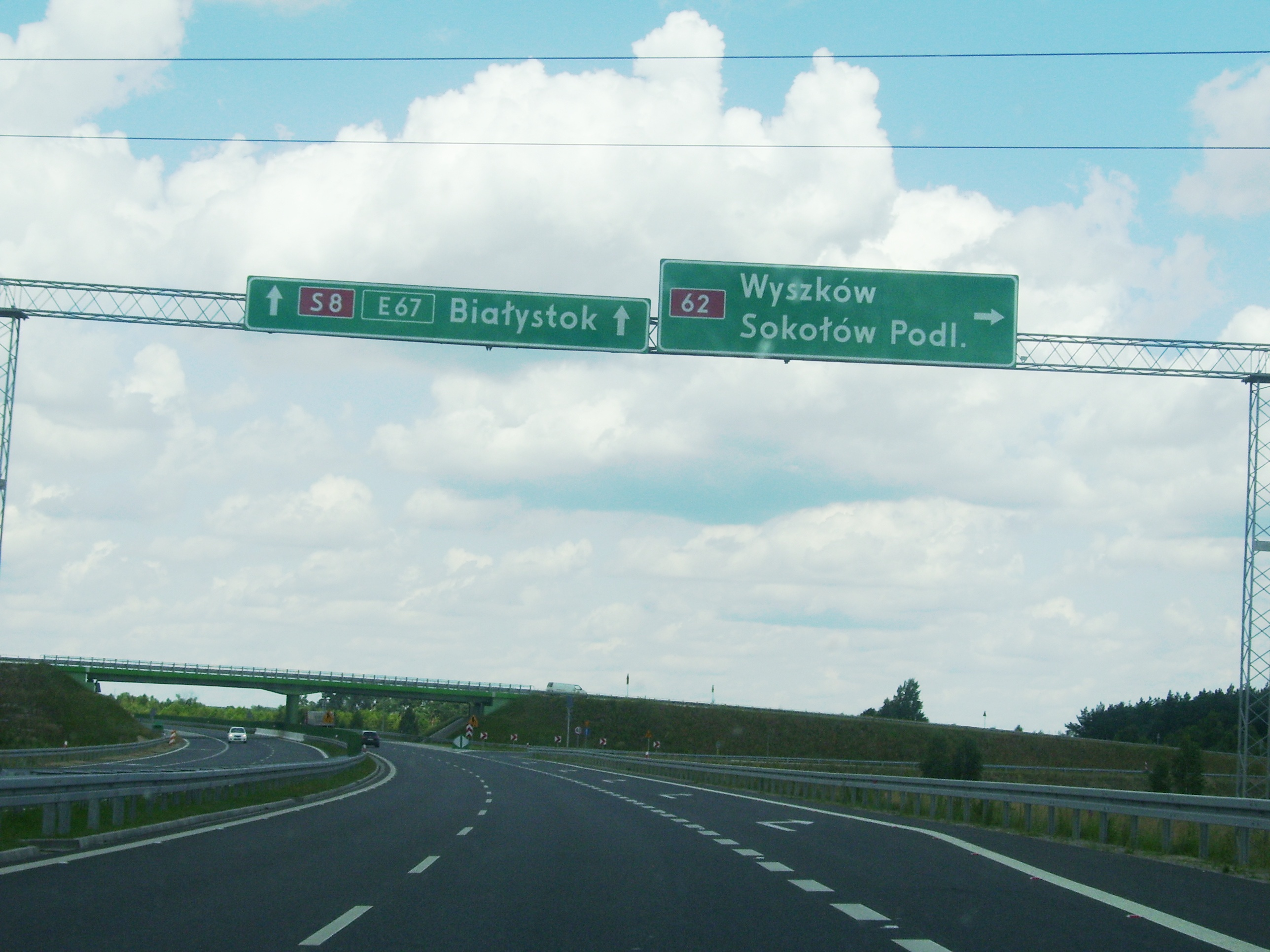
L'E67 a Polònia.

El tram entre Varsòvia i Tallinn, d'uns 970 quilòmetres (600 mi) és conegut com a Via Bàltica. És una connexió de carretera significativa entre els estats bàltics. El tram final entre Tallinn i Helsinki és per transbordador (amb aproximadament 10 sortides en cada direcció per dia).